# Marine One
Marine One je pozivni signal kontrole leta svakog aviona Korpusa mornaričke pešadije SAD-a (Američkih marinaca) koji prevozi Predsednika SAD-a. Obično se odnosi na jedan od helikoptera iz eskadrile HMX-1 "Nighthawks", bilo veći VH-3D, bilo manji VH-60N Whitehawk. Oba će biti zamenjena helikopterom VH-71 Kestrel, izvedenom verzijom AgustaWestland EH101. 
Avion američkih marinaca koji prevozi potpredsednika Sjedinjenih Američkih Država ima pozivni znak Marine Two. 